# Crispiniano Quiñones Quiñones
Crispiniano Quiñones Quiñones (Aguachica, Cesar, 19..-La Vega, Cundinamarca, 27 de febrero de 2000) fue un militar colombiano cuyo último rango fue el de Brigadier General. Fue uno de los fundadores de las Fuerzas Especiales del Ejército Nacional de Colombia, junto con el entonces capitán Ramón E. Niebles Uscátegui. también fue uno de los fundadores de la Brigada Móvil 1, cuerpo diseñado para combatir a la creciente insurgencia del momento. 

## Carrera militar
- Agregado militar ante la Embajada Colombiana en París
- Comandante de la Escuela de Armas y Servicios (EAS) en Bogotá
- Comandante de la Brigada Móvil 1 del Ejército en 1991. Bajo su mando, unidades del Ejército ejecutaron la operación Centauro y retomaron el municipio de La Uribe el 9 de diciembre de 1990, el cual hasta el momento había sido la base central de las FARC. La retoma fue la operación militar más grande del Ejército Colombiano desde Marquetalia. Se argumenta, sin embargo que esta acción le permitió a las FARC reagruparse y expandirse por el territorio nacional.[2]
- Comandante de la Primera Brigada del Ejército con sede en Tunja, Boyacá, con el rango de Brigadier General.[3]
- Comandante de la Decimotercera Brigada del Ejército con sede en Bogotá, con el rango de Brigadier General. Este fue su último cargo en el servicio activo.
- Director del Instituto de Educación Continuada de la Universidad Militar Nueva Granada en Bogotá hasta su muerte en 2000.

## Asesinato y Resultado
El 27 de febrero de 2000, en el municipio de La Vega, Cundinamarca, tres miembros del Frente 55 Teófilo Forero de las FARC, ingresaron a un establecimiento comercial donde Crispiniano Quiñones se encontraba y le dispararon en la cabeza en repetidas oportunidades. Los asesinos huyeron y horas más tarde reportaron a su comandante, alias "Geovanni" que 'La misión en La Vega está cumplida'. La comunicación fue interceptada por unidades de la Policía Nacional de Colombia. Alias "Geovanny" era, de acuerdo con reportes de inteligencia el comandante del ala militar del frente 22 de las FARC, que operaba en la región del Río Negro en Cundinamarca.
Según el boletín 448 de la Fiscalía General de la Nación, del 20 de diciembre de 2004 el Juez Tercero Especializado del Circuito de Neiva sentenció a Edgar Antonio Moreno Cuervo, Genry Díaz Ramos y Oscar Perdomo Sanabria a 40 años de prisión y una multa de 80 salarios mínimos por el asesinato.
De acuerdo con reportes del Ejército, alias "Geovanny" fue dado de baja en combate con tropas de la Decimotercera Brigada poco tiempo después del asesinato.